# Енді Серкіс
Енді Серкіс (англ. Andy Serkis, повне ім'я — Ендрю Клемент Серкіс; нар. 20 квітня 1964, Лондон) — англійський актор. Відомий насамперед за роль Ґолума в кінотрилогії «Володар перснів» (2001–2003), де його рухи і голос були використані при створенні комп'ютерного персонажа.

## Життєпис
Енді Серкіс народився 20 квітня 1964 року в Райсліп-Мінор, Міддлсекс, Англія. Батько Климент Серкіс — гінеколог вірменського походження, що народився в Іраку. Справжнє прізвище його предків по батьку було Саркісян. Мати Лейла Віч — вчителька англійської мови, англійка за походженням. 
Серкіс закінчив Школу Святого Бенедикта у Ілінґу, навчався живопису в Ланкастерському університеті, який закінчив у 1985 році.

## Кар'єра

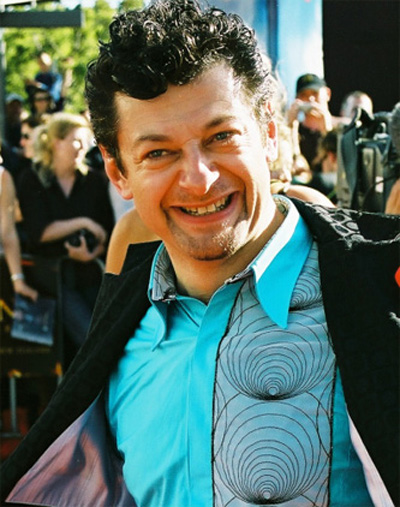
Енді Серкіс на світовій прем'єрі Володар перснів: Повернення короля, Нова Зеландія, 1 грудня 2003

Після закінчення університету Енді Серкіс грає у Ланкастерському театрі «Дюкс». 
Кінодебют відбувся у 1987 році зовсім невеликою роллю в телесеріалі «Морріс Мінор та Мейджорс». Першою роботою У кіно Енді Серкіс дебютував у 1993 році у стрічці «Грушко».
Енді зіграв у кіно та на телебаченні більше 50 ролей. Крім «Володаря перснів» він зіграв у третьому фільмі Смеагола — гобіта, який пізніше стане Ґолумом. Його робота послужила відправною точкою для гарячих суперечок про те, де проходить межа між акторською грою і комп'ютерною графікою. Незважаючи на заяви деяких критиків про те, що Серкіс заслуговує «Оскара» за цю роль, Академія кіномистецтва вирішила, що він не підходить під критерії, так як актор при цьому повинен був особисто присутнім на екрані.
У новій екранізації «Кінг-Конга» з Серкіса зняли рухи Кінг-Конга, а також він зіграв кока Лампі.
Енді Серкіс є режисером по персонажам і сюжетним роликам ігор для PlayStation 3:
- «Heavenly Sword», де він використав себе самого для створення образу короля Боган;
- «Enslaved: Odyssey to the West» студії «Ninja Theory». За допомогою технології motion Capture копіювали рухи для головного персонажа Манка.

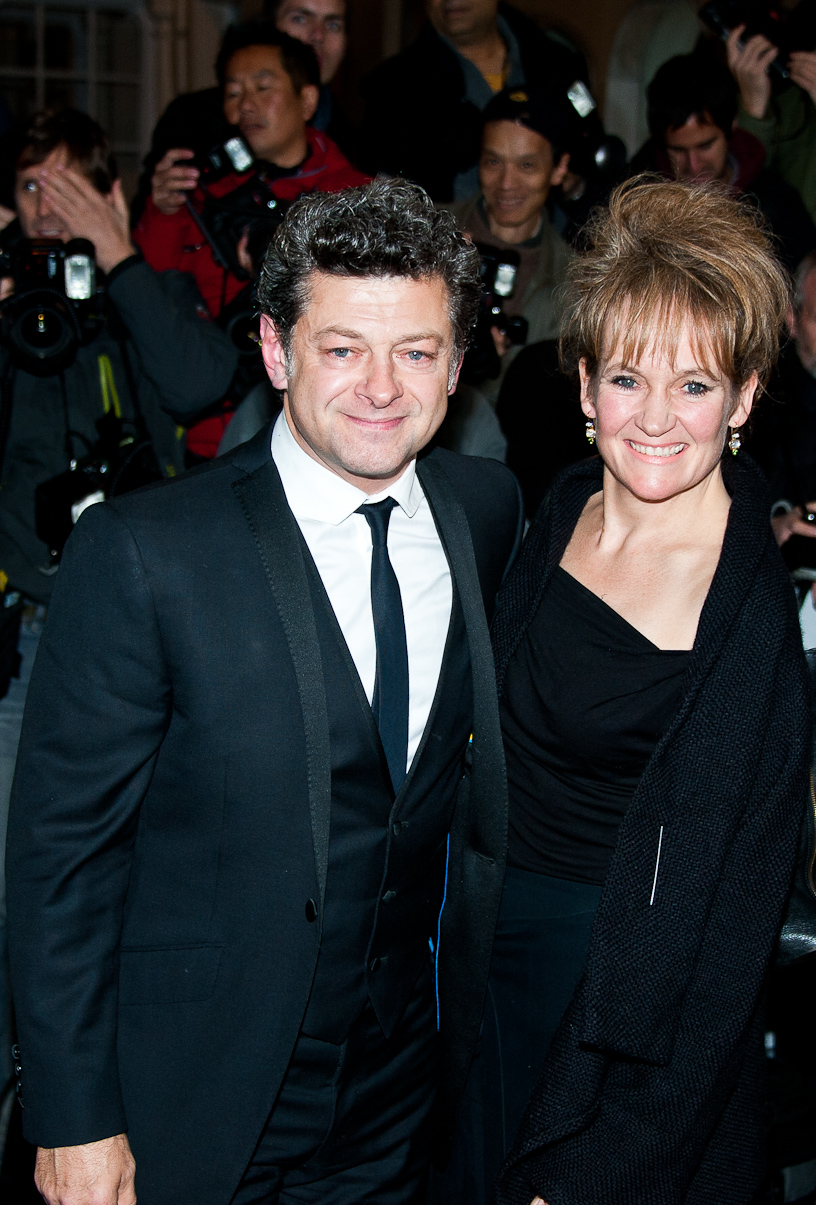
Енді Серкіс та Лоррейн Ешборн у 2013 році

Енді Серкіс виконав роль примата Цезаря у фільмі «Повстання планети мавп», де його рухи і голос були використані при створенні комп'ютерного персонажа за допомогою технології motion capture. Серкіс візьме участь у роботі над сіквелом до фільму «Повстання планети мавп».
У «Чорна Пантера» Енді Серкіс знову зіграє лиходія Кло. Прем'єра стрічки в українському прокаті відбулася 18 лютого 2018 року.

## Особисте життя
Енді Серкіс одружився з акторкою Лоррейн Ешборн у липні 2002 року. Подружжя мешкає у Крауч Енд, боро Герінґей на півночі Лондона. У Енді та Лоррейн є троє дітей: Рубі (нар. 1998), Сонні (нар. 2000) та Луїс (нар. 2004).

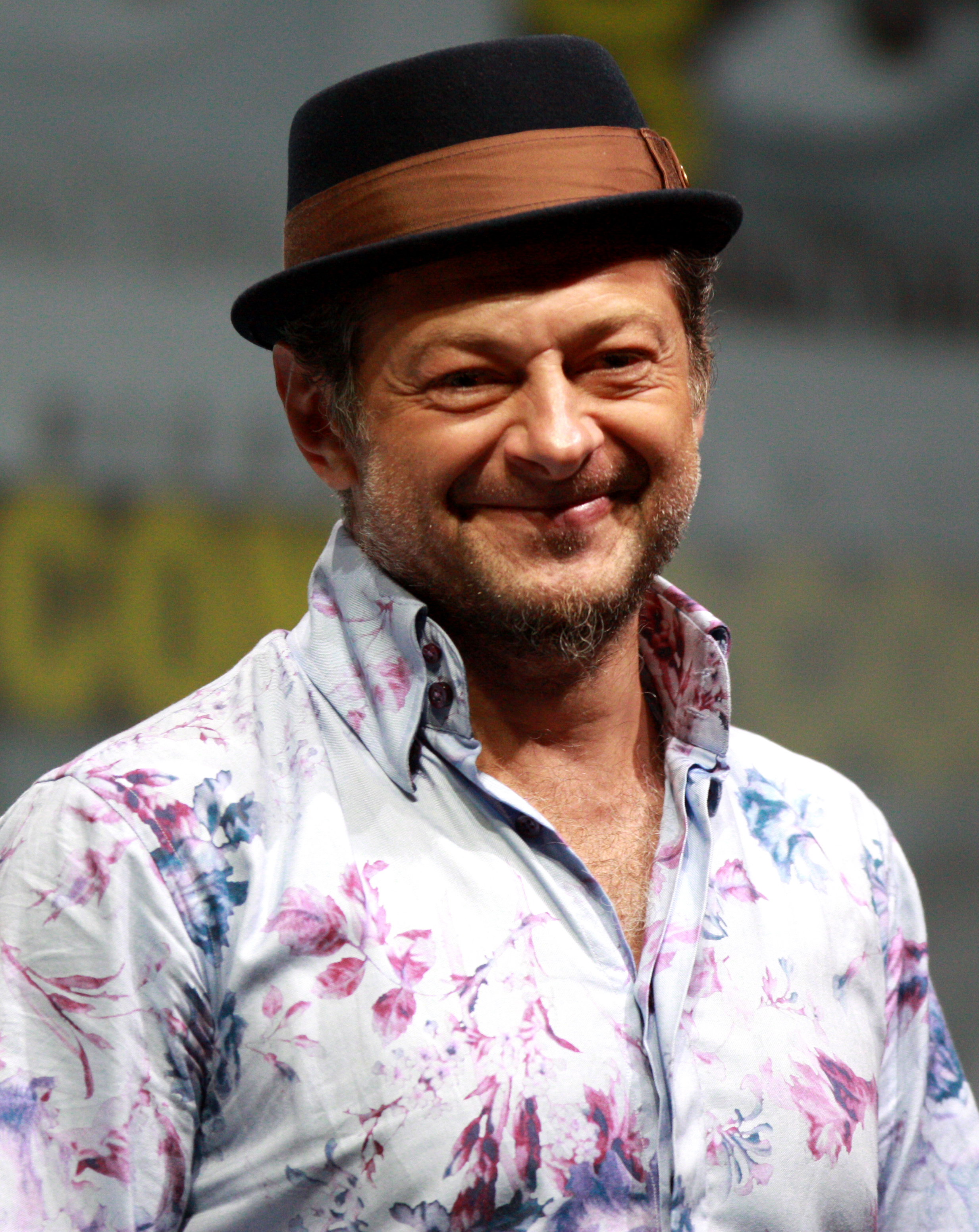
Серкіс на «San Diego Comic-Con International» у 2013 році

## Фільмографія

### Актор
- 1994 — Принц Ютландії / Prince of Jutland — Торстен
- 1994 — Грушко / Grushko (телесеріал) — Петро
- 1994 — Фінні / Finney (телесеріал) — Том
- 1995 — Сусідня кімната / The Near Room — Банні
- 1996 — Фокуси Стели / Stella Does Tricks — Фітц
- 1997 — Петля / Loop — Білл
- 1997 — Кар'єристки / Career Girls — містер Еванс
- 1997 — Вілла «Білий кінь» / The Pale Horse (телефільм) — сержант Корріган
- 1997 — Моджо / Mojo — Поттс
- 1998 — Безсоння / Insomnia — Гаррі
- 1998 — Ні бельмеса / Clueless — Девід
- 1998 — Серед гігантів / Among Giants — Боб
- 1998 — Телепорт / The Jump (телефільм) — Стівен Брунос
- 1998 — Історія Світ Барретта / The Tale of Sweety Barrett — Лео Кінг
- 1999 — Дотик зла / Touching Evil III (міні-серіал) — Майкл Лоулер
- 1999 — П'ять зайвих секунд / Five Seconds to Spare — Честер
- 1999 — Зйомки минулого / Shooting the Past (телефільм) — Стайман
- 1999 — Гармидер / Topsy-Turvy — Джон Д'Обан
- 1999 — Олівер Твіст / Oliver Twist (телефільм) — Білл Сайкс
- 2000 — Арабські пригоди / Arabian Nights — Касим
- 2000 — Останній рахунок веселих хлопців / The Jolly Boys 'Last Stand — Павук
- 2000 — Оселя демонів / Pandaemonium — Джон Телуолл
- 2000 — Біллі Фінгал / Shiner — Мел
- 2000 — Стрибок / Jump — Шон
- 2001 — Месник / The Escapist — Ріккі Барнс
- 2001 — Володар перснів: Братство персня / The Lord of the Rings: The Fellowship of the Ring — Смеагол / Ґолум
- 2002 — Цілодобові тусовщики / 24 Hour Party People — Мартін Ханнетт
- 2002 — На варті смерті / Deathwatch — рядовий Томас Квінн
- 2002 — Володар перснів: Дві фортеці / The Lord of the Rings: The Two Towers — Смеагол / Ґолум
- 2003 — Володар перснів: Повернення короля / The Lord of the Rings: The Return of the King — Смеагол / Ґолум
- 2004 — Спукс / Spooks (телефільм) — Рифф
- 2004 — Кімната тільки для стоячих / Standing Room Only — Гренні, растафаріанець, Гантер Джексон
- 2004 — Із 13 в 30/13 Going on 30 — Річард Ніленд
- 2004 — Прокляті / Blessed — батько Карло
- 2005 — Історії загублених душ / Stories of Lost Souls — Гренні, растафаріанець, Гантер Джексон
- 2005 — Кінг-Конг / King Kong — Кінг-Конг і кок Лампі
- 2006 — Змивайся / Flushed Away — Спайк (озвучення)
- 2006 — Престиж / The Prestige — містер Еллі
- 2006 — Громобій / Stormbreaker — містер Грін
- 2007 — Майбріджем / Muybridge — Еріксон
- 2007 — Дорогою свавілля / Sugarhouse — Гудвінк
- 2008 — Котедж / The Cottage — Девід
- 2008 — Крихітка Дорріт / Little Dorrit — Ріго
- 2008 — Ейнштейн і Еддінгтон / Einstein and Eddington — Альберт Ейнштейн
- 2008 — Чорнильне серце / Inkheart — Капрікорн
- 2010 — Секс, наркотики і рок-н-рол / Sex & Drugs & Rock & Roll — Іен Дьюрі
- 2010 — Союз тварин / Animals United — Чарльз (голос)
- 2010 — Ноги-руки за любов / Burke and Hare — Вільям Геєр
- 2011 — Повстання планети мавп / Rise of the Apes — Цезар
- 2011 — Смерть супергероя / Death of a Superhero — Едріан Кінг
- 2011 — Дикий Білл / Wild Bill — Ґлен
- 2011 — Пригоди Тінтіна: Таємниця «Єдинорога» / The Adventures of Tintin: Secret of the Unicorn — Капітан Геддок / шевальє д'Адок
- 2011 — / Arthur Christmas — Генерал ельф (голос)
- 2012 — Хоббіт: Несподівана подорож / The Hobbit: An Unexpected Journey — Ґолум
- 2014 — Світанок планети мавп / Dawn of the Planet of the Apes — Цезар
- 2015 — Месники: Ера Альтрона / The Avengers: Age of Ultron — Улісс Кло
- 2015 — Зоряні війни: Пробудження Сили /Star Wars: The Force Awakens — Верховний лідер Сноук
- 2017 — Війна за планету мавп / War for the Planet of the Apes — Цезар
- 2017 — Зоряні війни: Останні джедаї /  	Star Wars: The Last Jedi — Верховний лідер Сноук
- 2018 — Книга джунглів: Початок / Jungle Book: Origins — Балу
- 2018 — Чорна Пантера / Black Panthe — Улісс Кло
- 2019 — Божевільна парочка / Long Shot — Паркер Вемблі
- 2019 — Різдвяна пісня / A Christmas Carol — Дух минулого Різдва
- 2019 — Зоряні війни: Скайвокер. Сходження / Star Wars: The Rise of Skywalker — Верховний лідер Сноук
- 2022 — Бетмен / The Batman — Альфред Пенніворт
- 2022 — Андор (телесеріал) / Andor — Кіно Лой

### Режисер
- 2012 — Хоббіт: Пустка Смога / The Hobbit: The Desolation of Smaug — другий режисер фільму. На цю посаду Серкіса запросив Джексон.
- 2014 — Хоббіт: Битва п'яти воїнств / The Hobbit: The Battle of the Five Armies — другий режисер фільму.
- 2017 — Дихай / Breathe
- 2021 — Веном 2: Карнаж / Venom: Let There Be Carnage
- 2024 — Веном 3 / Venom 3